# Зазимко Валерія Георгіївна
Зазимко Валерія Георгіївна (24.04.1931 р. — 30.12.2007 р.) — інженер-будівельник, доктор технічних наук, професор.

## Біографія
Зазимко Валерія Георгіївна закінчила Дніпропетровський інститут інженерів залізничного транспорту ім. М. І. Калініна у 1953 році. У 1955 році почала працювати у Дніпровському національному університеті залізничного транспорту ім. ак. В. А. Лазаряна. Окрім викладацької діяльності, вона напружено займалась наукою. Нею була розроблена технологія формування бетонних виробів низькочастотними режимами вібрації. З 1973 року Валерія Георгіївна очолила завідування кафедрою «Будівлі та будівельні матеріали» і створила науково-дослідну лабораторію «Технологія бетонів», праці якої одержали широке визнання. Їй належать наукові роботи з області математичного планування експерименту, теорії подібностей та розмірностей, численного методу теорії пружності, методу кінцевих елементів, технології формування залізобетонних виробів керованою вібрацією.
- 1953 р. закінчила Дніпропетровський інститут інженерів залізничного транспорту ім. М. І. Калініна.
- 1955 р. працювала старшим лаборантом Дніпропетровського Інституту Інженерів Залізничного Транспорту (ДІІТ).[2]
- 1956—1967 рр. асистент кафедри будівель та будівельних матеріалів (ДІІТ).
- 1962 р. захистила кандидатську дисертацію.
- 1967—1968 рр. старший викладач кафедри будівель та будівельних матеріалів (ДІІТ).
- 1968—1975 рр. доцент кафедри будівель та будівельних матеріалів (ДІІТ).
- 1973—1997 рр. зав. кафедри будівельних матеріалів[2].
- 12.06.1984 р. захистила докторську дисертацію у Всесоюзному заочному інженерно-будівельному інституті[3].
- 1997 р. професор кафедри будівель та будівельних матеріалів.

## Нагороди
Зазимко В. Г. була нагороджена: почесними грамотами Міністерства транспортного будівництва, іменним годинником Міністерством МПС (1984 р.), срібною медаллю ВДНГ, знаком «Винахідник СРСР», знаком «Почесний залізничник» (1990 р.) та іншими нагородами, занесена на дошку пошани ДІІТу (1990 р.).

## Науковий доробок
Займаючись науковою діяльністю, протягом всього трудового життя Зазимко В. Г. підготувала 18 кандидатів технічних наук. Опублікувала 106 наукових праць, з них 10 авторських свідоцтв, та 3 монографії:
- «Бетон: яким йому бути», К. Знання, 1978 р., 476 с.
- «Оптимизация свойств строительных материалов[6]». М., Транспорт,1981 г., 103 с.
- «Рекомендации по низкочастотным режимам уплотнения весьма подвижных и литых бетонных смесей с добавками суперпластификаторами». Госстрой НИИЖБ, 1984 г.